# 柯受良
柯受良（英語：Blackie Ko，1953年2月22日—2003年12月9日），臺灣男演員、歌手、動作替身、導演、賽車手，綽號小黑，以挑戰極限之飛車特技表演著稱。
他曾經駕駛摩托車飛越萬里長城及西藏布达拉宫，1997年6月1日駕駛三菱Lancer Evolution IV RS （CN9A）飛越黄河壶口瀑布以慶祝香港回歸，有「亞洲第一飛人」的稱號。生前曾計劃飛越长江三峡，但未能如願。

## 生平

### 早年生活
柯受良1953年出生於浙江省临海县渔山列岛，家鄉是象山石浦鎮。當時正值國共內戰末期，在美軍第七艦隊與國軍的協助下，1955年2月大陳島撤退事件發生時，他隨父親柯位林追隨國軍到台灣，移居臺東縣。柯受良的胞兄柯受球是富岡海神廟主委，胞弟柯受雄則是寧波台協會常務理事、寧波象山名暢貿易總經理。
柯家在浙江沿海一帶有200年的捕魚歷史，屬於閩南民系閩南人，使用的浙江閩南語與臺語系出同源。1956年剛滿3歲的柯受良隨著一家人和整個家族及村子共20戶的人搬遷到臺東縣卑南鄉富岡（今臺東市）大陳新村，即富岡新村（又名漁山新村，柯的居住地位於1970年因應政府修建空軍志航基地時尚未遷村的地區，即志航基地現址一帶），父執輩的人則是在台灣持續了捕魚的生活。其臺語講得比國語流利，與本省閩南人沒有文化的隔閡，這也是他奠定在台灣演藝圈親和力及地位的基礎。
柯受良就讀台東縣富岡國民學校（現名臺東縣富岡國民小學）。14歲時，柯受良曾在臺東縣立卑南初級中學（現名臺東縣立卑南國民中學）就讀初中，卻因家境貧困而中斷了學業，並開始幫家人打理漁業工作，天光未亮就跟著父親出海。16歲時，獨自一人上了台北工作，隔年考進了電影明星學校，並擔任場記、武師的工作多年，專長是特技表演。

### 從影之路
1970年，柯受良到台北報考電影明星學校被錄取，充任臨記、武師工作，首次參加特技表演。1971年，在電影《落鷹峽》裡，一路由月世界山頂滾到山下的灰頭土臉替身。他其後在1975年參加臺灣摩托車障礙賽，奪得冠軍。1977年進入香港影視圈，擔任武術指導驚險片演員和導演。直至1980年，《血濺冷鷹堡》騰空攀越香港太平山纜車的高難度動作令柯受良成為台灣知名的特技演員。而他在香港的成名作是1982年電影《最佳拍檔》。當時一幕機車以時速200公里從大廈二樓破窗而出，還要停留三秒再落海的驚險鏡頭，所有香港的特技演員都視之為「不可能的任務」。但其自告奮勇，親自上陣。結果這一躍成為柯受良奠立香江影壇地位的經典畫面，被稱“柯大膽”。自此，柯受良為不少香港電影擔任特技指導。
1984年，他任成龍電影《快餐車》特技指導，並親自參加飛車特技演出（飾演騎摩托車搗亂的壞小子一角）。1985年參與拍攝其首部個人電影連續劇《飛越萬縷情》在華視上映。1986年為成龍電影《龍兄虎弟》作特技指導，在南斯拉夫親自駕駛跑車飛越長度達75米、共六條行車道的高速公路。柯受良於1980年代至1990年代陸續挑戰高難度的飛車項目；1987年7月26日，他駕駛汽車飛越了80米寬素有“死亡谷”之稱的臺灣桃園海湖峽谷。1988年初執導筒，應藝能影業公司邀請執導《壯志豪情》。及後於1992年11月15日，柯受良為中國體育基金會籌款，飛越萬里長城，在北京金山嶺長城完成摩托車特技凌空飛越38米，有關項目被列入健力士世界紀錄大全。
從1993年起，柯受良作更多方面發展，包括於同年成立柯受良電影創作公司，創業作品《芝士火腿》；發行第一張閩南語唱片《正港男兒》；又參加韓國舉行的世界博覽會，擔任飛車表演特邀嘉賓。1994年，他參加台灣區越野汽車長途對抗賽，獲得第三名。為慶祝香港回歸，他於1997年6月1日駕駛三菱Lancer Evolution IV RS成功飛越黃河天塹 - 壺口瀑布（長度55米），全程由中國中央電視台、鳳凰衛視中文台現場直播，為他帶來“亞洲第一飛人”的稱號。翌年，即1998年，柯受良與劉德華、吳宗憲合唱國語歌曲〈笨小孩〉，成為一時金曲。
柯受良於1999年為新加坡仁善醫院籌款義演，在新加坡體育館成功飛越42米。同年6月發行個人國語大碟《再次征服》；11月廣告：台灣康利諾洗髮精12月廣告、三洋維士比。2000年代初參與廣告拍攝如2000年2月的光陽工業「光陽三冠王」機車廣告。2000年3月，他嘗試主持節目，擔綱主持AXN《飛越生死線》 ；4月與吳宗憲聯合主持中視《週日八點黨》。2002年，他創下個人生前最後一個飛車紀錄─駕駛汽車成功飛越長達28米的布達拉宮廣場。
2003年12月9日，因飲酒過量引發氣喘，他被送往上海市第六人民醫院搶救無效身亡，終年50歲，2004年獲香港電影金像獎董事局頒發第23屆香港電影金像獎專業精神獎，由兒子柯有倫代為領獎。可是有傳聞指出，柯受良並非死於酗酒，而是拍攝汽車廣告時發生意外，傷重不治。

## 家庭生活
柯受良生前已婚，妻子為宋麗華。二人的兒子是藝人柯有倫及柯有谦。而女兒柯立珍於2006年5月14日嫁給了前東華三院主席周振基兒子周博軒。

## 评价
柯受良連續以凌空飛車特技讓人津津樂道，他先後飛越萬里長城、黃河壺口瀑布、布達拉宮等知名標的的狀舉，讓他在中國大陸贏得「中國特技之王」、「亞洲飛人」的封號，聲名更享譽全球華人社群。
除了醉心演藝事業以外，亦對社會事務十分關心。1990年代初期，香港尖沙咀海旁出現俗稱“老泥妹”的離家出走少女，他當時拍了一部電影《老泥妹》反映她們的生活，引起社會關注。1997年香港主權移交前，中華人民共和國政府決意另起爐灶成立香港臨時立法會，他與柯俊雄是報名參加選舉的唯二中国国民党籍人士，結果雙雙落敗。
柯受良在圈內人的眼中口碑亦很好，他的好友包括成龙、刘德华、周星馳、张学友、梁朝伟、曾志偉、吳宗憲、王傑、韓紅、孫楠等人。
2014年1月12日，時隔14年，被稱為柯受良關門弟子的中國大陸籍特技車手謝雨均選擇在黑龍江一段冰封的江面上飛車距離超過40米，向師傅當年飛越壺口瀑布的壯舉致敬。

## 唱片
| 專輯資料     | 唱片公司 | 發行日期   | 語言 | 曲目 |
| ------------ | -------- | ---------- | ---- | --- |
| 《正港男兒》 | 名冠唱片 | 1993年12月 | 台語 | 曲目 1. 正港的男兒 2. 妳不是我妳未知影 3. 思念 4. 黃昏的故鄉 5. 心事誰人知 6. 我不是放蕩的人 7. 我不瞭解[我] 8. 何必相送 9. 暗淡的月 10. 心所愛的人 |
| 《再次征服》 | BMG      | 1999年6月  | 國語 | 曲目 1. 大哥 2. 錢不夠用 3. 征服 4. 我要拼 5. 男人眼淚 6. 溫柔壞男人 7. 粗線條 8. 天和地 9. 笨小孩 10. 憨人情歌                                     |

## 電影
*以下列表只記錄柯受良演出過的電影作品，若有遺漏，請協助補充相關資料。
- 1978年 《泥鰍過江 / 四兩搏千金 / 少林神僧》飾 男主角泥鰍
- 1981年 《瘋狂大發財》飾 鄉巴佬
- 1981年 《大追擊》飾 酋長
- 1982年 《最佳拍檔》電單車特技
- 1984年 《快餐車》飾 騎摩托車搗亂的壞小子
- 1985年 《八番坑口的新娘》
- 1985年 《龍的心》飾 金田俊手下
- 1986年 《神勇雙響炮續集》
- 1987年 《衛斯理傳奇》飾 兩頭蛇
- 1988年 《江湖接班人》飾 阿昆，台灣黑道
- 1989年 《英雄無膽》飾 連長
- 1989年 《壯志豪情》導演
- 1990年 《咖哩辣椒》飾 鮑魚刷
- 1990年 《賭俠》飾 黑豹
- 1991年 《夜生活女王霞姐傳奇》飾 阿光
- 1992年 《戰龍在野》飾 黑哥
- 1992年 《逃學威龍2》飾 犯人（客串）
- 1992年 《伴我縱橫》飾 克哥
- 1992年 《少年吔，安啦！》飾 老董
- 1992年 《五湖四海》飾 闊嘴
- 1992年 《亞飛與亞基》導演
- 1993年 《重案組》飾 台灣警察（客串）
- 1993年 《芝士火腿》飾 殺手龍
- 1993年 《正牌韋小寶之奉旨溝女》導演
- 1994年 《賭神2》飾 海岸
- 1995年 《給爸爸的信》飾 李連傑好友
- 1995年 《摩登笑探》飾搶匪(客串)
- 1996年 《古惑仔2之猛龍過江》飾 柯志華
- 1996年 《古惑仔3之隻手遮天》飾 柯志華
- 1997年 《俠盜正傳》飾 石班主
- 1997年 《黑玫瑰之義結金蘭》飾 紅毛丹
- 1999年 《烈火戰車2極速傳說》飾 黑鬼東
- 1999年 《條子阿不拉》飾 阿不拉
- 2000年 《勝者為王》飾 柯志華
- 2000年 《BAD BOY 特攻》飾 黑鬼東
- 2000年 《笨小孩》飾 譚耀文父
- 2000年 《改正歸邪》
- 2001年 《欲望之城》
- 2001年 《童黨2001》飾 猛哥
- 2001年 《英雄人物》飾 哥頓
- 2003年 《生死速遞》飾 吳信勇

## 電視劇
- 2017年 《反黑》 柯有倫 飾 黑哥（此角色是致敬已故藝人柯受良，劇中於陳鳳翔的回憶有出現柯受良生前與陳小春的合照）